# Fear of God II: Let Us Pray
Fear of God II: Let Us Pray è il primo EP del rapper statunitense Pusha T, pubblicato nel 2011.
L'EP è una riedizione del suo primo lavoro da solista dopo la carriera con il fratello Malice nel duo Clipse, il mixtape Fear of God.
Su Metacritic ottiene un punteggio di 69/100 basato su 17 recensioni.
| Recensione       | Giudizio |
| ---------------- | -------- |
| AllMusic         | [ 1 ]    |
| Robert Christgau | A–       |
| HipHopDX         | [ 7 ]    |
| Pitchfork        | [ 8 ]    |
| Rolling Stone    | [ 9 ]    |
| XXL              | [ 10 ]   |
| RapReviews       | [ 5 ]    |

## Tracce
1. Changing of the Guards (featuring Diddy) – 2:29 (testo: Terrence Thornton, Ricardo Lamarre, Sean Combs – musica: Rico Beats)
2. Amen (featuring Kanye West & Young Jeezy) – 4:36 (testo: Thornton, Demetrius Stewart, Kanye West, Jay Wayne Jenkins – musica: Shawty Redd)
3. Trouble on My Mind (featuring Tyler, the Creator) – 3:32 (testo: Thornton, Tyler Okonma, Pharrell Williams, Chad Hugo, Vyron Turner – musica: The Neptunes, Left Brain)
4. What Dreams Are Made Of – 3:35 (testo: Thornton – musica: The VIPs)
5. Body Work (featuring Juicy J, Meek Mill & French Montana) – 4:29 (testo: Thornton, Lamarre, Jordan Michael Houston, Robert Williams, Karim Kharbouch – musica: Rico Beats)
6. Everything That Glitters (featuring French Montana) – 3:29 (testo: Thornton, Kharbouch – musica: A-Traxx)
7. So Obvious – 3:15 (testo: Thornton, Shondrae Crawford – musica: Bangladesh)
8. Feeling Myself (featuring Kevin Cossom) – 3:34 (testo: Thornton, Kevin Cossom – musica: Tha Bizness)
9. Raid (featuring 50 Cent & Pharrell) – 3:45 (testo: Thornton, Curtis Jackson, Williams, Hugo – musica: The Neptunes)
10. My God – 3:33 (testo: Thornton, Chauncey Hollis – musica: Hit-Boy, Deezy (co.-prod.))
11. I Still Wanna (featuring Rick Ross & Ab-Liva) – 4:16 (testo: Thornton, William Leonard Roberts II, Rennard East, Leigh Elliott – musica: Lee Major)
12. Alone in Vegas – 4:31 (testo: Thornton, Dominick Lamb – musica: Nottz)

## Classifiche
| Classifica (2011)         | Posizione massima |
| ------------------------- | ----------------- |
| Stati Uniti               | 66                |
| US Digital Albums         | 25                |
| US Independent Albums     | 14                |
| US Top Rap Albums         | 8                 |
| US Top R&B/Hip-Hop Albums | 10                |